# Bactrocera quadrisetosa
Bactrocera quadrisetosa är en tvåvingeart som först beskrevs av Mario Bezzi 1928.  Bactrocera quadrisetosa ingår i släktet Bactrocera och familjen borrflugor.
Artens utbredningsområde är Vanuatu. Inga underarter finns listade.